# Omaha Beach
Omaha Beach è il nome in codice dato dagli alleati ad una delle cinque spiagge su cui avvenne lo sbarco in Normandia, il 6 giugno 1944, la parte anfibia dell'Operazione Overlord. L'area di spiaggia designata, lunga otto chilometri, andava da Sainte-Honorine-des-Pertes a Vierville-sur-Mer, all'interno del dipartimento del Calvados della regione francese della Bassa Normandia.
La spiaggia fu assegnata interamente alle truppe statunitensi e le prime a sbarcare furono quelle appartenenti alla 29ª Divisione di fanteria, nei settori occidentali, e della veterana 1ª Divisione di fanteria, nei settori orientali. Entrambe le divisioni erano inquadrate nel V Corpo d'Armata statunitense al comando del generale Omar Bradley, che attendeva al largo a bordo dell'incrociatore USS Augusta.  Ad Omaha Beach gli Alleati registrarono il maggior numero di perdite durante gli sbarchi.

## Ordine di battaglia

### Stati Uniti d'America
- 1ª Divisione di fanteria
- 29ª Divisione di fanteria
- 75º Reggimento Rangers

### Germania
- 716ª Divisione di fanteria
- 352ª Divisione di fanteria

## Obiettivi
L'obiettivo del V Corpo statunitense era di stabilire una testa di ponte sicura tra Port-en-Bessin-Huppain e il fiume Vire, dalla quale sarebbero avanzati a sud verso Caumont e Saint-Lô. Gli americani sarebbero giunti sulla spiaggia in due gruppi:
- Forza O: formata dal 16º e dal 18º Reggimento della 1ª Divisione, dal 116º e dal 115º Reggimento della 29ª Divisione e da parte del 2º e del 5º Battaglione Ranger, più altri quattro reggimenti con artiglieria, corazzati ed elementi del genio militare. La Force O era quindi composta in totale 34 142 uomini e 3 306 veicoli.
- Force B: secondo i piani sarebbe giunta sulle spiagge dopo mezzogiorno ed era composta da 25 117 uomini e 4 429 veicoli. Essi erano il 175º Reggimento della 29ª Divisione e il 26º della 1ª Divisione.

### Piani dell'assalto anfibio

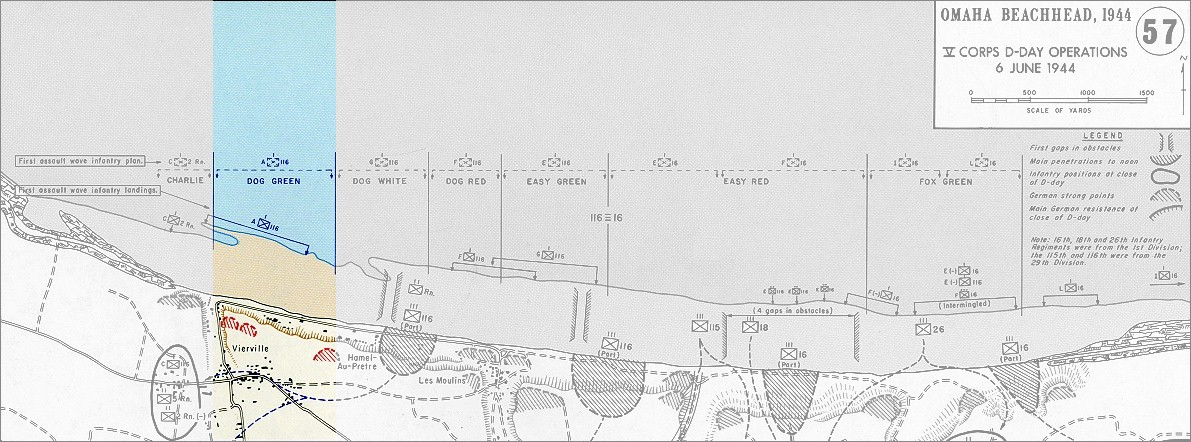
Settore Dog Green

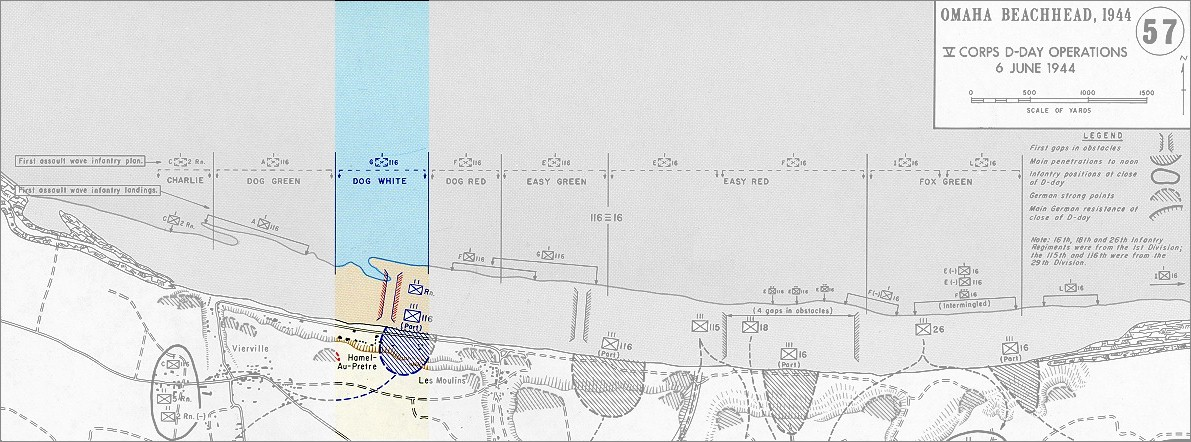
Settore Dog White

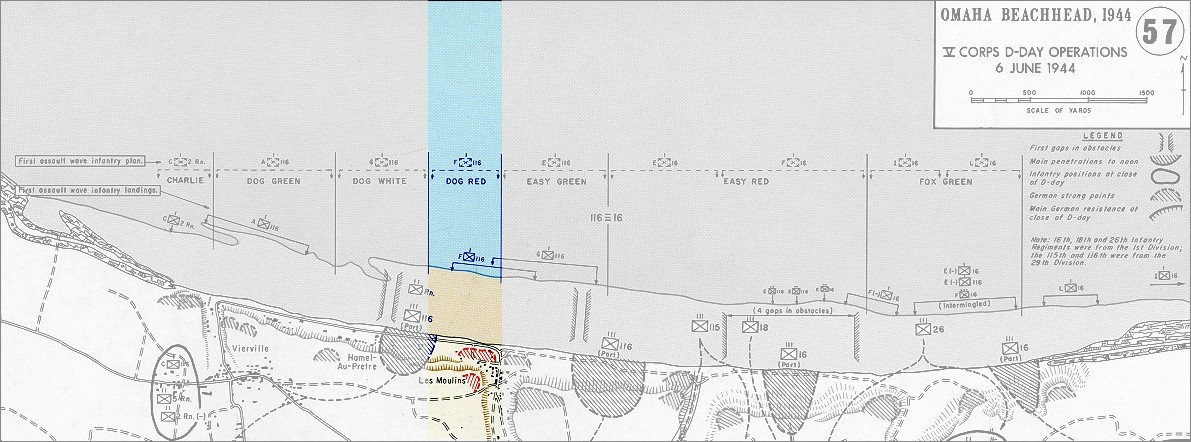
Settore Dog Red

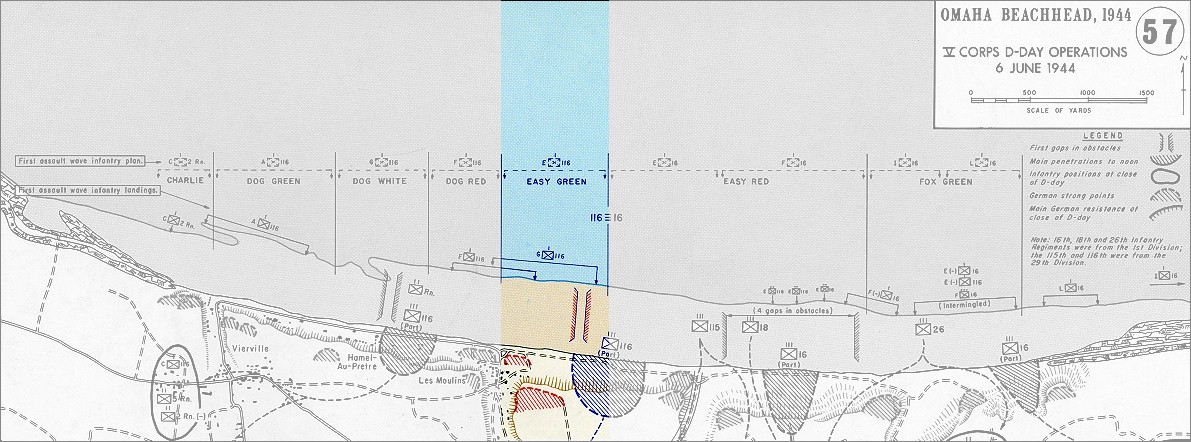
Settore Easy Green

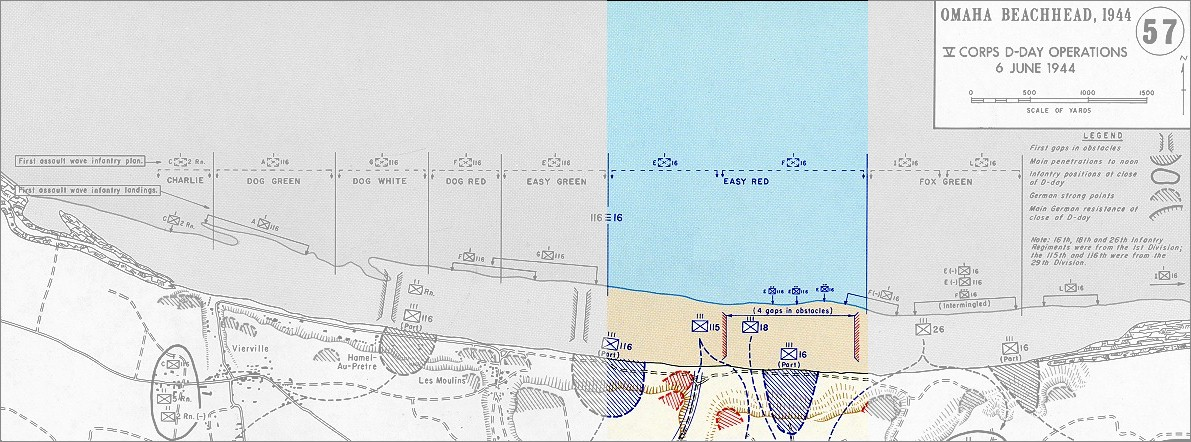
Settore Easy Red

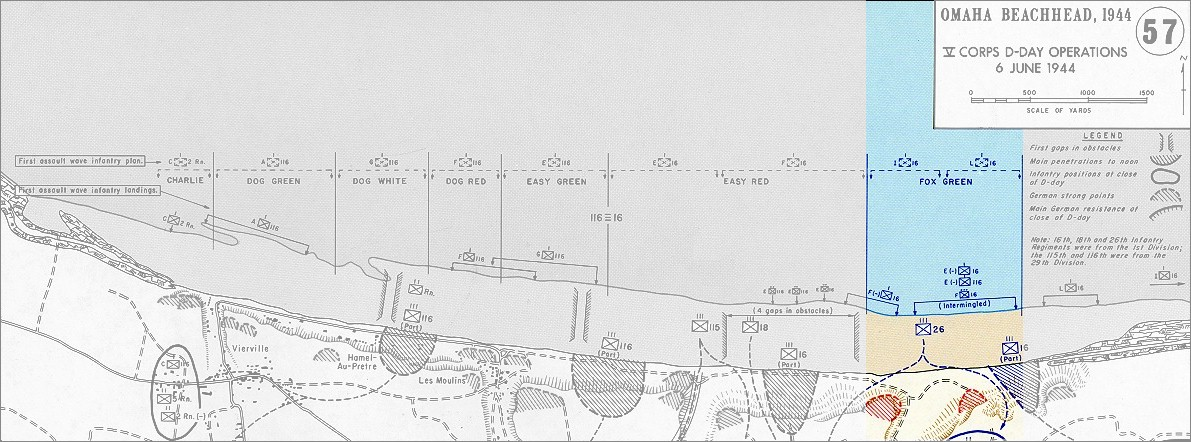
Settore Fox Green

La fanteria che diede il via all'invasione era munita di ogni sorta di arma ed ogni unità era stata addestrata a compiere uno svariato numero di operazioni. All'Aviazione e alla Marina era stato il compito di demolire le difese costiere mentre alla fanteria quello di penetrare e smantellare le difese tedesche. Secondo i piani alleati, la spiaggia di Omaha era divisa in settori, a loro volta suddivisi in sotto-settori. La 1ª Divisione avrebbe inviato il 16º Reggimento nei due sotto-settori più orientali (Easy Red e Fox Green, lungo una linea di costa di tre chilometri) con un battaglione ciascuno nella prima ondata, mentre un terzo, di supporto, sarebbe sbarcato a Easy Red, all'ora H+70 (ossia settanta minuti dopo l'inizio dello sbarco). Gli altri sotto-settori, Dog Green, Dog White, Dog Red e Easy Green (altri tre chilometri di spiaggia), sarebbero stati invasi dal 116º Reggimento (29ª Divisione), con un battaglione di supporto che sarebbe sbarcato nei tre settori più occidentali. Tre compagnie del 2º Battaglione Ranger avrebbero scalato la scogliera a Pointe du Hoc per distruggere delle batterie d'artiglieria costiera, mentre un'altra compagnia sarebbe sbarcata a fianco del 116º Reggimento. Se l'assalto alla scogliera avesse avuto successo, il resto del 2º Battaglione e il 5º sarebbero giunti a Pointe du Hoc, altrimenti sarebbero sbarcati ad Omaha (Dog Green, H+70) e avrebbero raggiunto la batteria costiera via terra, a cinque chilometri dalla spiaggia. A cinque minuti dallo sbarco della fanteria, sarebbero scesi sulla spiaggia i primi carri armati Sherman DD (corazzati modificati per sbarcare autonomamente dal mare) su Dog White e Dog Green. Essi avrebbero ingaggiato il nemico sulla scogliera e avrebbero supportato la forza d'invasione principale. All'ora H altre unità corazzate sarebbero giunte su Dog Red e Easy Green e anch'esse avrebbero supportato la fanteria del 116º Reggimento. Quest'ultima avrebbe iniziato l'invasione con quattro compagnie che sbarcate a Dog Green, Dog White, Dog Red e Easy Green. L'azione della fanteria, che in questa fase non avrebbe potuto agire con tutta la loro forza, assieme a quella dei carri armati avrebbe dovuto distrarre i tedeschi dalle operazioni degli uomini del genio militare, sbarcati nei primi dieci minuti dall'arrivo delle unità combattenti. Essi avrebbero dovuto smantellare dalla spiaggia gli ostacoli presenti, in modo da permettere il successivo l'afflusso di rinforzi e rifornimenti senza incontrare difficoltà logistiche: per questo compito avrebbero avuto mezz'ora di tempo, dopodiché sarebbe giunta la seconda ondata, divisa anch'essa in cinque "sotto-ondate" a distanza di mezz'ora ciascuna, a partire dalle ore H+30. Dopo un'ora e mezza dall'inizio dell'assalto sarebbero giunte sulla spiaggia le unità d'artiglieria, di contraerea e anticarro, ma sarebbe passati altri trenta minuti prima che l'afflusso vero e proprio di veicoli cominciasse a sbarcare e dopo quattro ore dall'arrivo della prima ondata era prevista la completa organizzazione di una vera e propria base militare sulla spiaggia. Le unità designate per Easy Red e Fox Green sarebbero sbarcate seguendo un piano analogo. L'afflusso di veicoli su questi ultimi due sotto-settori sarebbe cominciato però con quarto d'ora dopo rispetto al piano del 116º Reggimento, quando il 18º Reggimento avrebbe seguito sulla spiaggia di Easy Red il 16º a tre ore e un quarto di distanza; il 115º Reggimento invece avrebbe supportato i compagni del 116º dopo tre ore esatte dallo sbarco di quest'ultimo.

### Piani delle manovre nell'entroterra
Secondo i piani d'invasione, il 116º e il 16º Reggimento avrebbero dovuto sfondare le difese della spiaggia nelle prime due ore dopo lo sbarco e si sarebbero dovuti riorganizzare nel luogo di raduno previsto, a circa cento metri nell'entroterra. Da lì avrebbero proceduto verso gli obiettivi successivi attraverso le varie "Uscite" dalla spiaggia, siglate E e D, in base al settore in cui erano ubicate (Dog o Easy).
Nella zona orientale, il 2º Battaglione del 16º Reggimento doveva conquistare Colleville-sur-Mer e tenere la posizione bloccando ogni contrattacco nemico. Il 3º Battaglione si sarebbe diretto verso est per conquistare le fortificazioni costiere tedesche presso Sainte-Honorine-des-Pertes, proteggendo così il fianco sinistro della 1ª Divisione. Il 1º Battaglione, in supporto, avrebbe conquistato Formigny e tenuto la posizione per prevenire contrattacchi nemici. Il 18º Reggimento avrebbe rafforzato le posizioni per difendere la testa di ponte mentre il 26º Reggimento, che sarebbe giunto nel primo pomeriggio, avrebbe preso contatto con le divisioni britanniche più a est.
Sul fronte occidentale, il 1º Battaglione del 116º Reggimento avrebbe dovuto conquistare Vierville e, assieme ai Ranger, avrebbe eliminato la resistenza tedesca dalla spiaggia fino all'estuario del fiume Vire, oltre a conquistare Isigny e il ponte sul fiume Vire per potersi unire alle truppe sbarcate a Utah Beach. Il 2º Battaglione avrebbe conquistato Saint-Laurent e la piana a sud-ovest dell'abitato, mentre il 3º Battaglione avrebbe conquistato Longueville e si sarebbe preparato ad avanzare su Isigny. Il 115º Reggimento, in supporto alla 1ª Divisione, si sarebbe aggregato al 116º Reggimento rinforzandone le difese.

## La spiaggia

### Il terreno
Solo poche zone in Normandia permettevano di effettuare uno sbarco su vasta scala. Ostacoli naturali, scogliere ripide e le ampie maree sono alcune delle difficoltà che i soldati alleati dovettero affrontare. Per le operazioni del V Corpo d'Armata fu selezionata una linea di spiaggia che presentava davanti a sé delle alte scogliere, lunga otto chilometri di cui solo sei e mezzo furono poi effettivamente usati. In giugno la variazione di marea era di circa cinque metri e mezzo, cosa che avrebbe esposto i soldati ad una media di quasi trecento metri di spiaggia, dalla battigia fino alle alte dune retrostanti, da percorrere in campo aperto. I tedeschi avevano piazzato diversi ostacoli sott'acqua e molti sulla spiaggia come, ad esempio, linee di filo spinato parallele al mare, lunghe da settanta a centoventi centimetri. La spiaggia terminava passando dalla sabbia alla ghiaia che si estendeva fino ad una altezza di due metri e mezzo sul livello del mare. In alcune zone si estendeva per una quindicina di metri e le pietre raggiungevano le dimensioni di sette/otto centimetri di diametro. Nei due terzi di spiaggia a est, le vere e proprie dune di ghiaia costituivano un ostacolo insormontabile per i veicoli mentre nella zona restante, a ovest, vi erano inizialmente opere in muratura di pietra (vicino all'Uscita D-1 a Vierville-sur-Mer) per passare poi ad opere in legno. Il muro era alto da un metro e mezzo circa fino a tre metri e mezzo, con un'apertura di diversi metri dentro la quale saliva l'alta marea che finiva contro la ghiaia e i terrapieni. Nei giorni successivi allo sbarco le difese tedesche furono smantellate per creare vie d'accesso all'entroterra, dando vita a delle autostrade tra l'Uscita D-1 e l'Uscita D-3, sulle quali procedevano gli autocarri con i rifornimenti. Nell'entroterra sorgevano, a meno di un chilometro di distanza dalla spiaggia, tre paesini: Vierville-sur-Mer, Saint-Laurent-sur-Mer e Colleville-sur-Mer. Essi si trovano lungo la strada di fondamentale importanza che unisce Grandcamp-Maisy con Bayeux e perciò erano il centro delle difese costiere tedesche. Venti chilometri più a sud degli abitati, vi era la foresta Cerisy, la quale era un obiettivo fondamentale una volta assicurata una testa di ponte, dato che poteva nascondere l'artiglieria nemica e fornire copertura alla fanteria tedesca. La zona a ovest della spiaggia doveva essere obbligatoriamente conquistata con rapidità per poter unire le forze di Omaha con quelle sbarcate a Utah Beach e conquistare la cittadina di Carentan. Sulla strada per quest'ultima vi era Isigny-sur-Mer, uno dei cardini principali sulla via che collega il porto di Cherbourg con Parigi che fa di essa un obiettivo primario per il V Corpo. Un'altra via di comunicazione principale è la strada che attraversa la foresta Cerisy e che collega Bayeux con Saint-Lô, anch'essa però, come la prima, non era adatta al passaggio di un esercito. Per questo motivo gli statunitensi dovettero fare grande uso del genio militare per trasformare queste piccole vie di comunicazione locali in vere e proprie arterie stradali. I campi coltivati della Normandia erano tutto ciò che si poteva vedere nel paesaggio. Tra le strade e i villaggi sparsi in tutte le regioni vi erano appezzamenti ampi da una decina fino a cento acri, separati da siepi, nei quali si poteva coltivare la terra o far pascolare le greggi. Questo tipico terreno, chiamato bocage normanno, rendeva molto difficile l'avanzata agli Alleati. Le fitte e alte siepi nascondevano completamente chiunque stava dietro esse e pure per i carri armati era molto complicato attraversarle. I tedeschi erano quindi avvantaggiati poiché potevano nascondere con facilità artiglieria e mortai, oppure tendere imboscate agli Alleati. I primi inoltre si nascondevano nei villaggi e nelle case isolate, usando quindi gli edifici come difesa e come punti d'osservazione. Per poter avanzare gli statunitensi dovettero quasi combattere casa per casa, soprattutto nei primi giorni dell'invasione.

### Le difese tedesche

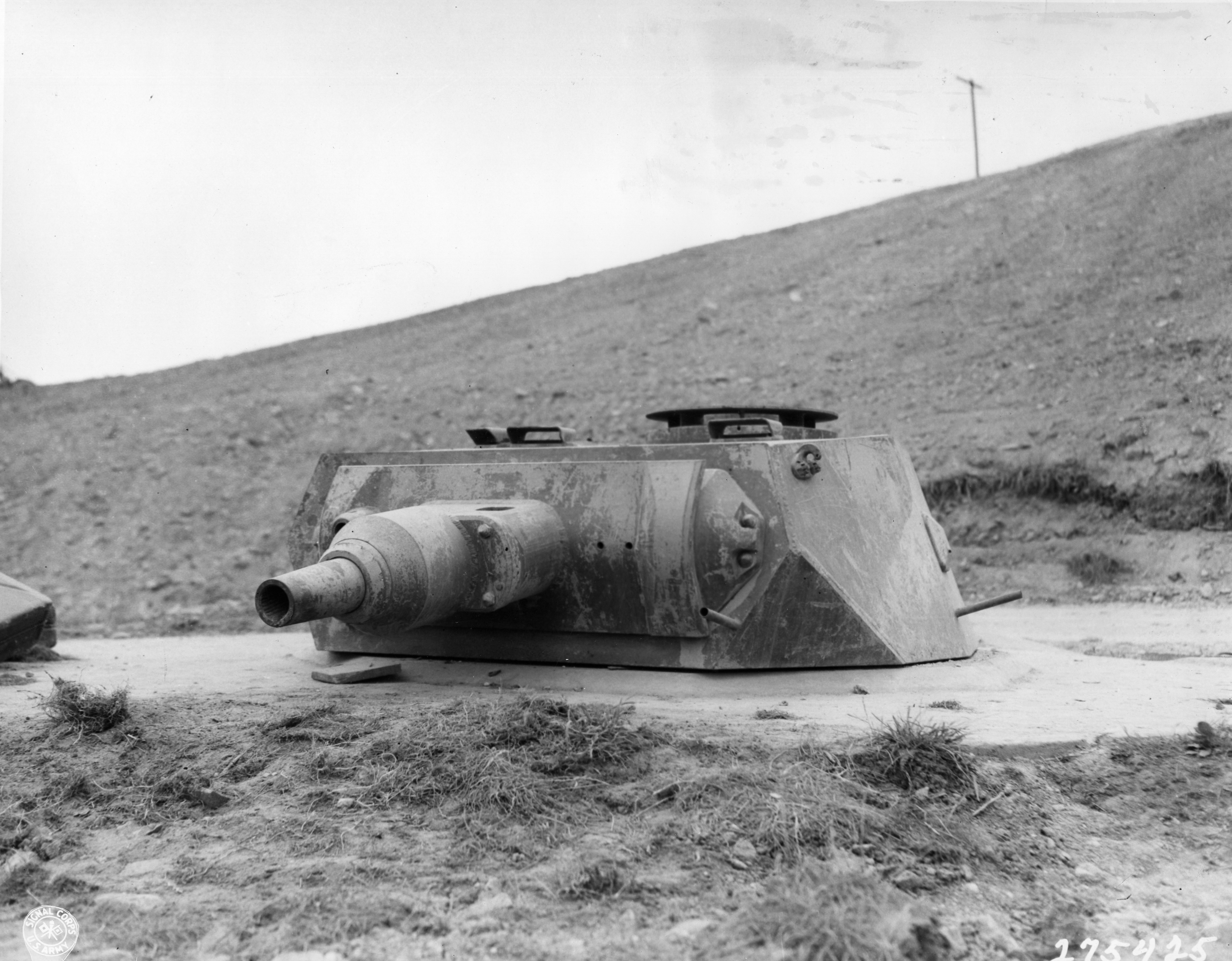
Torretta tedesca ad Omaha Beach.

Dal fiume Vire a Port-en-Bessin, i tedeschi posizionarono trentadue fortificazioni, dodici delle quali proprio sulla costa, oltre a fortificare l'estuario del fiume e gli abitati di Port-en-Bessin stessa e di Grandcamp-Maisy. I tedeschi erano consci che la spiaggia era un ottimo luogo per un possibile sbarco, così stabilirono le linee difensive in modo da respingere ogni assalto anfibio o, perlomeno, ritardare l'avanzata per permettere ai rinforzi di giungere sulla spiaggia e annientare gli invasori. I tedeschi piazzarono sulla battigia una serie di ostacoli per impedire l'avanzata dei mezzi nemici, la cui costruzione cominciò nell'aprile del 1944 e il 6 giugno erano ancora in fase di preparazione. A circa duecentocinquanta metri verso il mare, a partire dal punto di massimo dell'alta marea, posizionarono le prime difese, chiamate Elementi C, ovvero delle strutture in ferro con dei supporti su rulli, anch'essi in ferro. Tre metri più a monte furono posizionate delle travi con delle mine Teller agganciate ai montanti mentre, circa venti metri più nell'entroterra, furono piantati dei grossi tronchi, sostenuti da un lato da rinforzi, puntati verso il mare con delle mine spesso attaccate all'estremità esposta. La successiva linea difensiva prevedeva l'utilizzo di ostacoli metallici chiamati cavalli di Frisia. Nessuna di queste difese era regolare e continua su tutta la spiaggia; in alcune zone erano persino assenti, inoltre, non vi erano campi minati in alcuna area della spiaggia. Gli Alleati vennero a conoscenza di queste linee difensive solo nei mesi precedenti l'invasione e furono costretti a prendere importanti contromisure per non mettere a rischio l'intera operazione.
Nel caso in cui gli Alleati fossero riusciti a superare le prime difese, avrebbero dovuto attraversare degli stretti passaggi per risalire le scogliere, le cosiddette "Uscite". Per tale motivo, sulla ghiaia i tedeschi piazzarono una serie di linee di filo spinato. Dietro ad essi, in molte zone erano stati predisposti dei campi minati. Le postazioni di fuoco tedesche erano state posizionate in modo che i soldati potessero sparare direttamente sulla spiaggia con ogni arma a disposizione. Tali postazioni erano un insieme di elementi difensivi come casematte, postazioni aperte per il fuoco leggero della fanteria e il fuoco di trincea. Tutte queste erano collegate sia tra di loro che con i magazzini e il quartier generale nelle retrovie, tramite trincee profonde o tunnel. A differenza delle difese sulla spiaggia, ogni metro di trincea era potenzialmente sotto il tiro degli invasori, mentre i soldati nelle casematte, armati di mitragliatrici e artiglieria di differente calibro, potevano sparare su tre lati e rimanere protetti. Oltre queste difese, però, i tedeschi non avevano posizionato alcun ostacolo all'avanzata alleata, contando sull'arrivo dei rinforzi. A difesa della spiaggia vi era la 716ª Divisione di fanteria, essa era composta prevalentemente da prigionieri russi o ucraini che odiavano il comunismo o che preferivano combattere per i tedeschi piuttosto che finire nei campi di prigionia. Questi uomini, a differenza dei tedeschi, avevano il morale basso ed erano meno motivati a resistere all'invasione. I restanti componenti erano tutti tedeschi, seppur sopra i quarant'anni. L'altra divisione che fece fronte all'invasione era la 352ª Divisione di fanteria, stanziata trenta chilometri nell'entroterra, era composta sia da veterani del fronte sovietico, molto esperti e ben armati, sia da adolescenti  reclutati nella Gioventù hitleriana.

## Lo sbarco

### Bombardamento pre-assalto
Tra la mezzanotte e l'alba del 6 giugno, la RAF britannica bombardò a tappeto tutta la costa francese dall'estuario della Senna a Cherbourg. Nella mezz'ora precedente l'inizio dell'invasione la Marina e l'Aeronautica britanniche e statunitensi bombardarono pesantemente tutte le coste normanne nel tentativo di infliggere il maggior numero di danni alle difese e demoralizzare i soldati. Sulla sola spiaggia di Omaha, quattrocentoottanta B-24 Liberator sganciarono le loro bombe su tredici aree strategiche. Per i quaranta minuti che precedettero lo sbarco, la Marina americana bombardò la costa con diverse navi, tra cui le navi da battaglia USS Texas e USS Arkansas, le quali aprirono il fuoco da quindici chilometri di distanza.

### Preparazione all'assalto
Quattro ore prima dello sbarco, i soldati iniziarono a salire a bordo dei mezzi da sbarco (LCVP e LCA), operazione che durò circa un'ora. Una volta imbarcati furono portati sulla spiaggia, venendo colpiti, durante la tratta, dalle onde fredde dell'oceano e provocando loro il mal di mare. Gli uomini del 16º Reggimento incrociarono diversi soldati che galleggiavano in mare sui salvagente: erano i soldati dei carri Sherman DD che dovevano coprire la fanteria sulla spiaggia ma che non vi erano mai giunti. I corazzati infatti furono le prime vittime del mare mosso, tanto che nel settore orientale solo cinque su trentadue carri raggiunsero la riva. Nei settori occidentali, gli ufficiali decisero di trasportare gli altri trentadue carri (in appoggio al 116º Reggimento) con gli LCT, veicoli anfibi adatti ai carri armati. Giunti a pochi chilometri dalla spiaggia, il fumo e la polvere alzati dal bombardamento navale resero impossibile riconoscere le zone assegnate allo sbarco delle truppe. La forte corrente di quella mattina infine deviò verso est i mezzi da sbarco spostando così l'intera invasione verso oriente di un centinaio di metri. Dal mare si poteva intuire dal paesaggio che le difese erano state neutralizzate dai bombardamenti, tuttavia, con l'avvicinarsi dei mezzi alla spiaggia, i tedeschi cominciarono ad aprire il fuoco con mitragliatrici ed artiglieria, la cui intensità crebbe al diminuire della distanza. Ben presto fu chiaro agli statunitensi che i bombardamenti erano stati inefficaci.

### Prima ondata

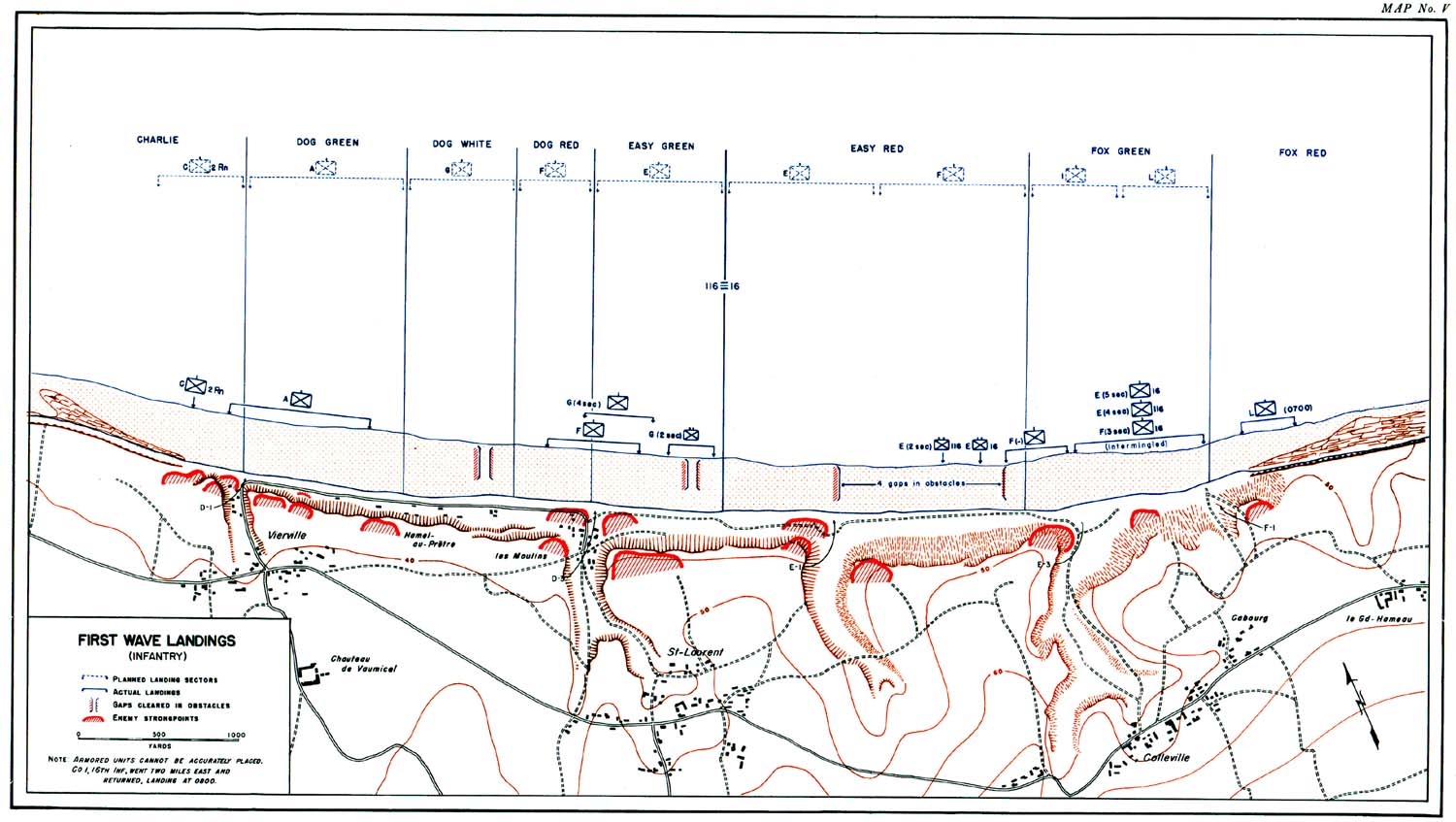
Mappa ufficiale mostrante le zone dove sbarcarono le unità della prima ondata

Novantasei carri armati, gli uomini del genio militare e otto compagnie di fanteria, per un totale di 1 450 uomini, furono la prima ondata d'assalto, giunta alle ore 06:30. Nella zona occidentale, ventiquattro corazzati su trentadue giunsero sulla spiaggia, alcuni proprio di fronte Vierville-sur-Mer, mentre nella zona orientale solo cinque riuscirono ad arrivare sulla spiaggia.
Delle sedici squadre del Genio, solamente metà riuscirono ad arrivare sulla spiaggia e appena cinque centrarono il luogo prestabilito per lo sbarco. Per questo motivo, il settore Dog si ritrovò praticamente senza genieri mentre altri finirono in zone prive di fanteria o carri armati a proteggerli. Essi infatti, carichi di materiale di ogni genere, furono un facile bersaglio per i tedeschi, soprattutto nell'acqua profonda, venendo così massacrati in alcuni settori. Nonostante le difficoltà, cominciarono il loro lavoro ovunque fossero sbarcati e con qualunque materiale rimasto a disposizione anche quando la fanteria, giunta in ritardo, ostacolava il loro lavoro. I genieri riuscirono ad aprire le prime difese delle spiagge lungo sei tratti, due dei quali nei settori del 116º Reggimento e i restanti a Easy Red. Le vittime tra i corpi del genio militare furono il 41%, di cui la maggior parte nella prima mezz'ora.
Ogni compagnia di fanteria necessitò di sei mezzi da sbarco, contenenti ciascuno trentun uomini più un ufficiale, tutti ben equipaggiati. I soldati giunsero sulla spiaggia con l'acqua che arrivava loro alle ginocchia e subito finirono sotto il fuoco del nemico. Alcuni sopravvissuti testimoniarono di aver udito i colpi delle mitragliatrici colpire la rampa di discesa prima ancora che fosse calata, in modo che, quando fosse stata abbassata, i colpi avrebbero centrato in pieno i soldati. Alcuni uomini dovettero calarsi in acqua dalle pareti laterali dell'imbarcazione per salvarsi. Molti soldati attraversarono i duecento metri di spiaggia praticamente camminando per quanto erano sfiniti dal viaggio turbolento in mare e dal peso che dovevano portare sulle spalle, tutto sotto il fuoco pesante. A diverse centinaia di metri a ovest di les Moulins, la spiaggia fu oscurata dal fumo di granate fumogene che offuscarono la vista ai tedeschi, permettendo agli statunitensi di attraversare la spiaggia protetti. In altri punti i soldati statunitensi sbarcarono in veri "punti ciechi" delle difese nemiche, subendo perdite minime. Complessivamente però vi furono molte vittime.

### Seconda ondata

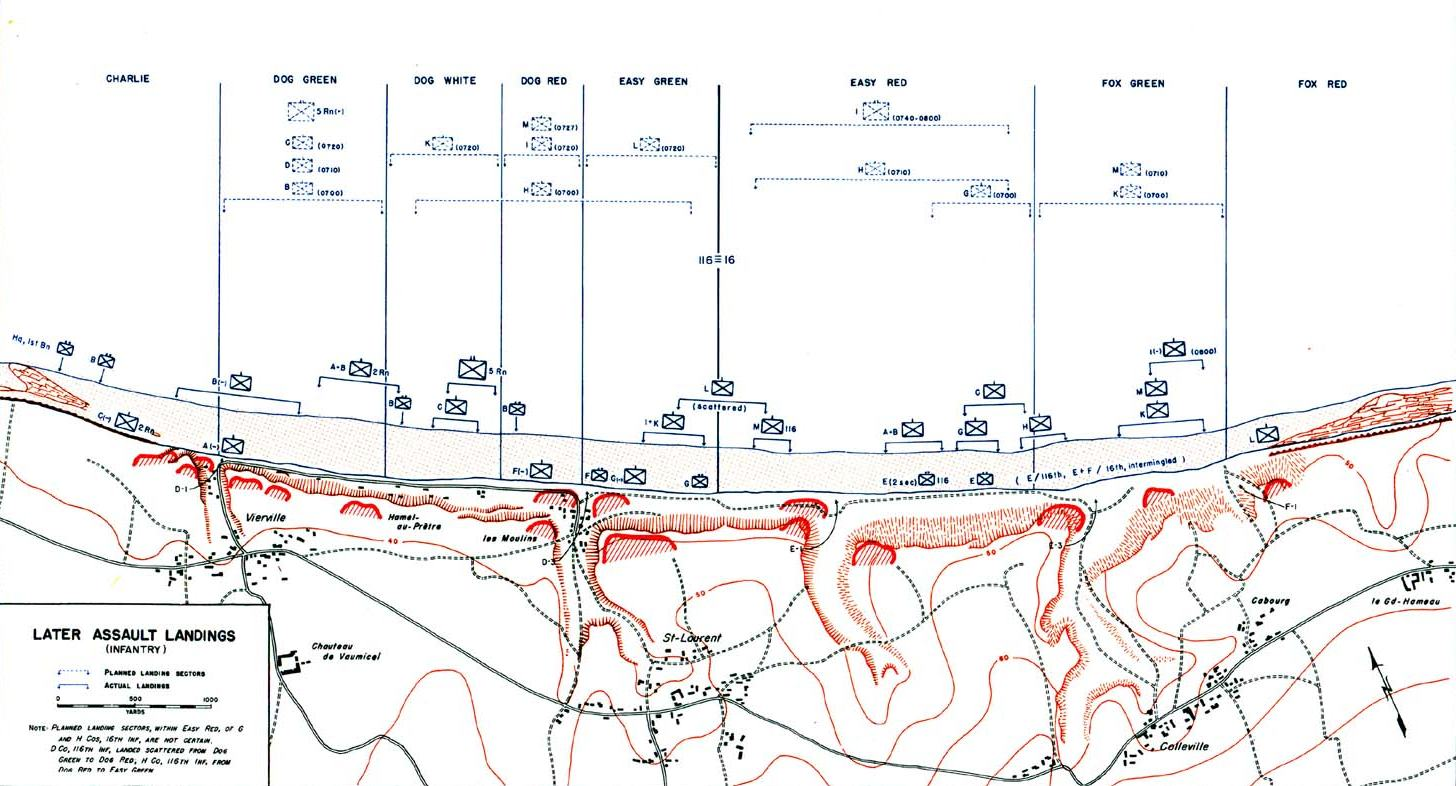
Mappa officiale mostrante le zone dove sbarcarono le unità della seconda ondata

La seconda ondata ebbe inizio alle ore 07:00. I soldati del 116º Reggimento giunsero sulla spiaggia trovando il fuoco nemico non ancora neutralizzato e si ripeté ciò che accadde per la prima ondata: in alcune zone i soldati trovarono un fuoco intenso a sbarrare loro la strada, in altre invece subirono meno perdite. Cinque compagnie del reggimento giunte sulla spiaggia subirono perdite relativamente leggere, con la situazione peggiore a Dog Green dove erano sbarcati i Ranger. Alle 07:30 sbarcarono le unità di comando a Dog White, compreso il generale Cota che diresse le operazioni successive di persona. Sul versante orientale il 16º Reggimento cominciò a fluire dalle ore 07:00 per circa un'ora. La seconda ondata subì perdite minori, probabilmente a causa del maggior numero di soldati presenti sulla spiaggia, a confronto dei tedeschi sulle alture e nelle casematte che non avevano ricevuto rinforzi. Dalle 07:00 alle 08:00, cominciarono ad affluire sulle spiagge i primi veicoli che finirono subito sotto il fuoco dell'artiglieria. Precedentemente anche molto del materiale dei genieri e della fanteria fu danneggiato o reso inutilizzabile, sia dal nemico che dall'acqua marina. Molti dei soldati che trovarono un riparo dovettero ripulire le armi dalla sabbia e asciugarle dall'acqua, che danneggiò anche molte radio e molti genieri persero la vita nel tentativo di salvare il loro materiale. Così come la prima ondata, anche la seconda perse molti uomini tra cui parecchi ufficiali, tanto che molte compagnie, finite fuori zona, si ritrovarono a dover combattere senza una guida. I gruppi di soldati formatisi sulla spiaggia, spesso erano composti da uomini provenienti da unità differenti: fanteria, genio militare e marinai che guidavano i mezzi da sbarco affondati e che non poterono così tornare indietro. In tale caos la disorganizzazione fu inevitabile, aggravata dalla mancanza di comunicazione tra le unità che si trovarono a risolvere diversi problemi da sole, aggravando ulteriormente il morale già basso. Le sofferenze e la morte che colpirono i propri compagni demoralizzarono gli uomini che riuscirono a raggiungere la fine della spiaggia, molti dei quali giovanissimi e alla prima esperienza di guerra. Dietro a loro la marea cominciò a salire, trasportando a riva i cadaveri e minacciando i feriti che non erano in grado di muoversi. I soldati che raggiunsero la fine della spiaggia si ripararono dietro le difese naturali costituite dalla scogliera, in modo da essere protetti dai cecchini e dalle mitragliatrici anche se ancora esposti ai mortai e all'artiglieria. Secondo i rapporti tedeschi, alle ore 08:00 essi credevano di essere riusciti a bloccare l'invasione a Omaha, anche se in alcuni punti della spiaggia gli statunitensi avevano sfondato le difese nemiche.

### Assalto alle retrovie tedesche
La prima avanzata nell'entroterra si ebbe nelle zone più deboli delle difese tedesche, dove i carri armati o i bombardamenti erano riusciti nel loro intento. L'avanzata iniziale fu opera di piccole unità isolate tra loro, al massimo venti o trenta soldati, che riuscirono a sfondare le linee nemiche in brevi tratti di spiaggia. Anche i genieri contribuirono nei combattimenti, infatti, dove non era più necessario il loro impiego come guastatori, affiancavano la fanteria come unità combattenti. Dovunque però fu fondamentale il ruolo dei comandanti di queste piccole unità, ufficiali o sottufficiali, che riuscirono a guidare i propri uomini durante tutta l'avanzata. Quest'ultima spesso non avvenne attraverso le varie Uscite, previste in fase di pianificazione, ma nelle zone tra di esse, dove le difese erano minori.

#### L'avanzata aDog White
L'avanzata a Dog White, condotta sul campo dal generale Cota, iniziò per mano della Compagnia C del 116º Reggimento e del 5º Battaglione Ranger, più altri elementi del reggimento e alcuni genieri, entrambi in buone condizioni e con un numero ridotto di perdite subite. La loro zona da sbarco fu una delle meno difese e sul fianco orientale fu alzata una cortina di fumo che impedì al nemico di vedere i soldati mentre affrontavano i centocinquanta metri di spiaggia senza copertura. Di fronte agli statunitensi la scogliera era ripida e nuda, tanto che i soldati dovettero scalarla, trovando i tedeschi a difendere la zona con i fucili e qualche nido di mitragliatrice collegati da trincee e situati proprio sulle creste delle scogliere.
L'avanzata della Compagnia C cominciò alle 07:50 quando furono aperti dei varchi tra il filo spinato con i siluri bangalore. I primi soldati che attraversarono le vie aperte nel filo furono colpiti ma, poco a poco, alcuni riuscirono ad avanzare e a ricongiungersi poco oltre. Nel giro di una decina di minuti, altri soldati attraversarono il filo spinato e l'avanzata poté proseguire attraverso l'erba alta e i cespugli. Quando furono giunti in cima alle scogliere, il fumo li proteggeva ancora ma l'avanzata si bloccò per alcuni minuti per timore di incappare in un campo minato. I soldati proseguirono in colonne, con i primi soldati che tastavano il terreno con la baionetta per individuare eventuali mine, non trovando invece alcun soldato tedesco nelle trincee. Avanzarono così per diverse centinaia di metri finché non furono arrestati dal fuoco di mitragliatrici. Una volta superate le scogliere, la compagnia perse solo sei uomini.
Il 5º Battaglione Ranger cominciò l'avanzata poco dopo, alle 08:10, e fu ordinato ai vari plotoni di avanzare singolarmente per ricongiungersi, secondo i piani, a sud di Vierville. Come i loro compagni della 29ª Divisione, anche i Ranger usarono i bangalore per aprirsi la strada tra il filo spinato e scalarono la scogliera fino alla cima. Raggiunta alle 08:30, i vari plotoni si fermarono per riorganizzarsi dopo aver perso appena otto uomini.
L'avanzata su Dog White ebbe luogo in un'area di appena trecento metri attraverso la quale giunsero poi nell'entroterra altre unità che proseguirono l'avanzata verso sud, dopo aver esteso ulteriormente la breccia nelle difese tedesche entro le ore 09:00. Non fu però possibile congiungersi con la 1ª Divisione, più a est.

#### L'avanzata tra le Uscite D-3 e E-1
Il 3º Battaglione del 116º Reggimento sbarcò in un'area estesa circa un chilometro, ovvero la maggior parte di Easy Green e l'estremità occidentale di Easy Red. Anch'esso ricevette l'ordine di superare le difese in piccoli gruppi e riorganizzarsi dietro le difese nemiche, in un'area prestabilita. Alle 09:00 tutte e quattro le compagnie di fucilieri del battaglione erano già riuscite ad aprire diverse vie nelle difese.
Gli uomini della compagnia procedettero in fila fino alla cima delle scogliere ritrovandosi così di fronte a St. Laurent, a ovest dell'Uscita D-3, senza incontrare né tedeschi che statunitensi.
La Compagnia K incontrò alcuni inconvenienti, ovvero alcune mine sulle pendici e delle mitragliatrici in cima alla scogliera le quali colpirono alcuni uomini sulla spiaggia, perdendo da quindici a venti uomini. La stessa sorte toccò alla Compagnia L che, superate le scogliere, si diresse verso gli obiettivi prestabiliti incontrando sporadiche resistenze tedesche.
La Compagnia M giunse nei pressi dell'Uscita E-1 subendo pesanti perdite dovute alla forte resistenza organizzata dai tedeschi in quell'area. I soldati dovettero raggiungere un canalone per avere un po' di protezione, dove poterono anche posizionare quattro mitragliatrici e due mortai. La Compagnia rimase tuttavia bloccata finché non giunsero i rinforzi in tarda mattinata, i quali permisero di sbloccare la situazione di stallo.

#### L'avanzata daEasy Red
Tra le Uscite E-1 ed E-3 giunsero tre compagnie. L'area di sbarco si estendeva per circa cento metri e nell'entroterra vi erano alcune zone paludose. In quest'area sbarcarono parte della Compagnia E e l'intera Compagnia G, del 16º Reggimento, e parte della Compagnia E, del 116º Reggimento. Gli uomini del 16º attraversarono la spiaggia sotto un intenso fuoco nemico finendo davanti ad un campo minato che dovettero attraversare per giungere oltre le linee nemiche, attraverso un'Uscita secondaria. La medesima sorte toccò agli uomini del 116º, più a ovest e senza contatti con il 16º. La Compagnia G, assieme ad alcuni genieri, aprì alcune brecce nel filo spinato e riuscì ad avanzare fino al campo minato sulle pendici del rilievo, incontrando gli uomini della Compagnia E, sul loro fianco destro. I soldati riuscirono infine a superare la collina, tra le 07:30 e le 08:30, e proseguire verso sud, eliminando ogni resistenza incontrata. La breccia aperta dalla Compagnia G fu usata come imbuto per le retrovie tedesche per tutta la mattina. Il comando del 16º Reggimento giunse in due riprese: la prima, alle 07:20, perse trentacinque uomini e l'ufficiale in comando, mentre la seconda, giunta alle 08:15, portò con sé il colonnello Taylor, comandante del Reggimento, che guidò le truppe nell'entroterra dove subirono il fuoco nemico sui fianchi e l'esplosione di alcune granate da mortaio; nonostante tutto, l'avanzata continuò e furono ristabiliti i contatti con la Compagnia G. La Compagnia A, sbarcata tra le 07:30 e le 08:00 presso l'Uscita E-1, attraversò il campo minato dov'erano passati gli uomini della Compagnia G.

#### L'avanzata daFox Green
Il settore Fox Green si affaccia su due Uscite, E-3 (presso Colleville) e F-1 più a est, entrambe fortificate. Al settore furono assegnate sette compagnie, sbarcate alle 08:00. Parte della Compagnia E, del 116º Reggimento, parte della E, del 16º, e la Compagnia F, sempre del 16º, furono assegnate a questo settore, assieme al 3º Battaglione del 16º Reggimento. La maggior parte della potenza dell'assalto provenne dalla Compagnia L che sbarcò senza disperdersi troppo, ma fu fondamentale anche il supporto dei pochi carri armati sbarcati e dei cacciatorpediniere al largo della costa. Alcune unità della compagnia furono mandate a ovest per aggirare le difese presso l'Uscita F-1. Una volta giunte nell'entroterra, subendo poche perdite, le unità si divisero, alcune posizionarono delle difese, altre accerchiarono e attaccarono da dietro i tedeschi, riuscendo in seguito a ricollegarsi con i compagni rimasti sulla spiaggia. Furono fatti trentun prigionieri tedeschi e alle 09:00 l'Uscita F-1 era libera, permettendo la successiva avanzata verso sud.

### Sfondamento e arrivo dei rinforzi suEasy Red
Delle diverse Uscite dalla spiaggia, nella mattinata solo F-1 fu liberata ma essendo considerata la meno importante non vi era un piano preciso per il suo utilizzo nelle prime fasi dello sbarco. Le Uscite principali che dovevano essere liberate, E-1 e D-3, erano ancora in mano tedesca, le cui difese stavano ancora bersagliando la spiaggia. Per le due ore successive all'inizio dello sbarco, il continuo afflusso di soldati finì sotto tiro dei tedeschi, non potendo muoversi dalla spiaggia. La grave situazione costrinse il Comando, alle 08:30, ad annullare lo sbarco dei veicoli. Lo sfondamento necessario giunse infine a metà mattinata, quando un plotone della Compagnia E del 16º Reggimento attaccò da un fianco le fortificazioni tedesche presso l'Uscita E-1. Nel frattempo i genieri riuscirono ad aprire due brecce, con l'aiuto dei cannoni della Marina, sia a est che a ovest dell'Uscita stessa, creando così una valvola di sfogo per i mezzi sulla spiaggia. Nelle ore successive i rinforzi poterono affluire sulla spiaggia e le fortificazioni furono definitivamente sopraffatte dagli statunitensi.
Il 18º Reggimento della 1ª Divisione cominciò le operazioni di sbarco alle 09:30, trovando i compagni e i veicoli sbarcati in una fase di stallo sulla spiaggia. Coordinati con il fuoco della Marina, i due reggimenti assaltarono, facendo numerosi prigionieri, le rimanenti difese presso l'Uscita E-1 che, alle 11:30, furono pressoché annientate. Nel giro di mezz'ora i genieri stavano già ripulendo l'Uscita dalle mine, facendo di essa la principale arteria per l'avanzata verso sud. Le manovre successive furono molto lente per via del traffico congestionato sulla spiaggia e della confusione creatasi in quelle ore, tant'è che l'avanzata vera e propria nell'entroterra ebbe inizio solo nel primo pomeriggio.

## L'avanzata nell'entroterra
L'avanzata seguente alla fase di sbarco prevedeva l'assalto in tre aree con piccole unità sparse e spesso senza comunicazione tra loro. Le tre aree erano le zone circostanti i tre principali paesi costieri nei pressi della spiaggia: Vierville, St. Laurent e Colleville.

### L'area di Vierville
Dalle ore 08:00 alle ore 09:00, più di seicento uomini riuscirono ad oltrepassare le linee tedesche nel settore Dog White, dei quali la maggior parte erano Ranger o soldati della Compagnia C del 116º Reggimento, e una volta giunti in cima alle scogliere impiegarono circa due ore per riorganizzarsi. L'avanzata riprese tra le 10:00 e le 11:00, con i Ranger che dovevano accerchiare Vierville mentre il 116º si sarebbe entrato nel villaggio.
La manovra dei Ranger fu bloccata dal fuoco di una mitragliatrice posizionata sulla principale via di comunicazione che dovevano attraversare e poterono continuare solo dopo averla eliminata, aggirandola e colpendola alle spalle. Durante l'attacco però un'altra mitragliatrice, più a ovest, aprì il fuoco e in seguito una successiva, ancora più a ovest. Solo alle 14:00, i Ranger riuscirono a riprendere il cammino verso Vierville.
Il 116º Reggimento, nel frattempo, si era già mosso verso sud ed aveva conquistato il paese già alle ore 11:00, trovando una leggera resistenza nei sobborghi. Quando il 5º Battaglione Ranger giunse a Vierville procedette verso ovest, assieme alla Compagnia C, diretto a Pointe du Hoc. A mezzo chilometro da Vierville però furono bloccati da altri nidi di mitragliatrici posizionati sulla destra della strada, tra i cespugli. Nelle successive ore vi furono diversi scontri finché il comando non ordinò ai Ranger di posizionarsi a difesa di Vierville.
Al calar della notte, il fronte statunitense presso Vierville era il più debole di tutta la testa di ponte di Omaha. A Vierville non giunsero rifornimenti quel giorno e l'uscita dalla spiaggia di fronte al paese fu aperta dopo il tramonto.

### L'area di Saint-Laurent
La maggior parte del 3º Battaglione del 116º Reggimento raggiunse la cima delle scogliere verso le 10:00. Durante l'avanzata verso sud i soldati trovarono una notevole resistenza a Saint-Laurent, tanto che alla sera il fronte era avanzato di meno di un chilometro. L'area tra la spiaggia e il paese, infatti, era costituita da una piana il cui terreno era diviso da fitti cespugli che offrivano protezione ai tedeschi. A mezzogiorno, la Compagnia L era giunta nei pressi del villaggio da nord, lungo la strada che collega il paese stesso con Les Moulins. Le difese tedesche erano formate da diversi tiratori sparsi per le case diroccate che si aggiungevano all'intera compagnia trincerata nella zona ovest del paese, dalla quale sorvegliava l'incrocio principale e le mitragliatrici potevano colpire tutta l'area circostante. Per tutto il pomeriggio, diversi attacchi furono respinti dalle armi pesanti tedesche che provocarono molte vittime. Anche il 115º Reggimento, sbarcato verso mezzogiorno presso l'Uscita E-1, fu bloccato dalle forze tedesche a Vierville e non riuscì a proseguire verso sud, dov'era situato il punto d'incontro per i soldati del reggimento.

### L'area di Colleville
Una volta che la Compagnia G del 16º Reggimento uscì dalla spiaggia, alle ore 09:00, l'unica resistenza che trovò fu qualche tiratore e qualche campo minato, permettendole così di avanzare liberamente per un chilometro nell'entroterra. Alle 09:30, la compagnia raggiunse il suo obiettivo, ovvero un bivacco tedesco a ovest di Colleville, dove fu attaccata dal fuoco di mitragliatrici e mortai su entrambi i fianchi. Per alcune ore, supportati da alcune unità giunte dopo di loro, un totale di centocinquanta statunitensi uscì vittorioso nel combattimento casa per casa, perdendo appena dodici uomini e conquistando una parte di Colleville. Nelle ore successive gli americani combatterono sulla difensiva contro quello che fu il primo contrattacco tedesco ad Omaha. Alle 15:00 la situazione si stabilizzò e dalla spiaggia giunse un battaglione del 18º Reggimento permettendo la conquista, per le 16:15, di Formigny e Surrain. Verso sera giunsero in supporto il 27º Reggimento e diciassette carri armati. Alle ore 19:00, sbarcò anche il generale Huebner.

## Il pomeriggio
Per tutto il pomeriggio del 6 giugno, i cacciatorpediniere cannoneggiarono le fortificazioni costiere lungo tutta la spiaggia, riuscendo a distruggere le postazioni nemiche a Pointe de la Piercée e di fronte a Vierville. Il lavoro dei genieri continuò per tutto il giorno e le vie di uscita conquistate la mattina si moltiplicarono lungo tutto il fronte, mentre il 35% degli ostacoli piazzati dai tedeschi erano stati smantellati entro la sera. La congestione dei veicoli sulla spiaggia cominciò a diminuire dopo che il 18º Reggimento eliminò l'opposizione presso l'Uscita E-1. Anche l'Uscita D-1, vicino a Vierville, fu liberata nel pomeriggio ma il traffico fu bloccato dall'artiglieria tedesca. Anche le Uscite D-3 (presso Les Moulins), E-3 e F-1 furono liberate e rese sicure dai genieri a notte inoltrata. L'artiglieria statunitense cominciò a sbarcare dopo mezzogiorno presso l'Uscita E-1 e alcune unità subirono pesanti perdite ancora prima di sbarcare. Lentamente si cominciò ad organizzare le operazioni per uscire dalla spiaggia. Uno dei punti cardine di smistamento fu l'Uscita E-1 che per tutto il giorno venne attraversata dalle truppe. Nel caos dello sbarco, i soldati che all'alba avevano assaltato le coste e ora erano sparpagliati in tutta la zona cominciarono a cercare le rispettive unità. Quella notte i soldati si trincerarono dove poterono e per la prima volta nella guerra non avevano dietro di sé una retrovia.

## Reazione tedesca
Durante la notte tra il 5 e il 6 giugno, messaggi da tutto l'LXXXIV Corpo d'Armata tedesco riferì di sbarchi aviotrasportati (Operazione Chicago, Detroit e Tonga) in Normandia e, nella mattinata successiva, di diversi sbarchi tra il fiume Orne e il comune di Grandcamp. Anche la 352ª Divisione inviò dei messaggi al Comando ma le informazioni non furono ritenute pericolose. Alle 11:45, il Comando tedesco comprese che il fronte di sbarco andava dall'estuario del fiume Vire fino a Caen e mobilitò la 21ª Divisione panzer. In appoggio alla 716ª Divisione fu inviata la 30ª Brigata mobile e a mezzogiorno lo sbarco alleato avvenuto tra il fiume Vire e Bayeux, ossia ad Omaha Beach, fu considerato respinto e, a conferma, alle ore 13:35 la 352ª Divisione dichiarò respinto in mare l'attacco alleato. Alle 18:00, però, la medesima divisione informò il Comando d'Armata che unità nemiche erano riuscite a superare le fortificazioni sulla costa ed avevano raggiunto la linea Colleville-Louvières-Asnières e che probabilmente erano diretti verso Bayeux. Successivamente divenne chiaro che il fallimento tedesco nel respingere l'invasione ad Omaha era dovuto ad un errore di ricognizione aerea e navale che fallì totalmente nell'individuare l'esatta posizione degli sbarchi statunitensi. In secondo luogo, le difese sulla spiaggia erano pressoché ovunque incomplete e l'artiglieria in appoggio alla spiaggia fu colpita duramente dai bombardamenti aeronavali precedenti lo sbarco. Infine lo stesso supporto delle navi alleate nelle esigue fasi di contrattacco e contro la resistenza tedesche fu fondamentale per l'avanzata statunitense verso sud. Gli Alleati inoltre sfruttarono ogni minimo punto debole nelle difese nemiche e soprattutto l'assenza di una seconda linea fortificata nell'entroterra permise loro di dilagare velocemente una volta superata la prima.

## Conclusione
Lo sbarco fu completato con successo ma con maggiori difficoltà del previsto. Il tempo impiegato a eliminare la resistenza presso le uscite dalla spiaggia e nell'entroterra frenarono l'inerzia dell'assalto, il quale riuscì a conquistare non più di due chilometri nell'entroterra vicino a Colleville e ancora meno nelle altre aree. Nonostante per alcuni giorni alcuni soldati rimasero dispersi, un successivo calcolo valutò un totale di 3 000 vittime, di cui 1 000 del 116º Reggimento e altri 1 000 per il 16º, anche se, in percentuale, le unità con il numero maggiore di vittime furono quelle di genieri, carristi e artiglieri. Furono persi inoltre ventisei pezzi d'artiglieria e cinquanta carri armati mentre la Marina perse cinquanta mezzi da sbarco e dieci vascelli più grandi, più molti altri danneggiati. Il problema principale dello sbarco fu la forte resistenza delle due divisioni tedesche che obbligarono gli statunitensi a lottare per ogni metro di terra. Un vantaggio per questi ultimi fu la mancanza di qualunque tipo di contrattacco, probabilmente dovuta alla disorganizzazione della 352ª Divisione, sparsa per tutta la campagna circostante in piccoli gruppi (compagnie o battaglioni), i quali però offrirono agli statunitensi una solida resistenza.

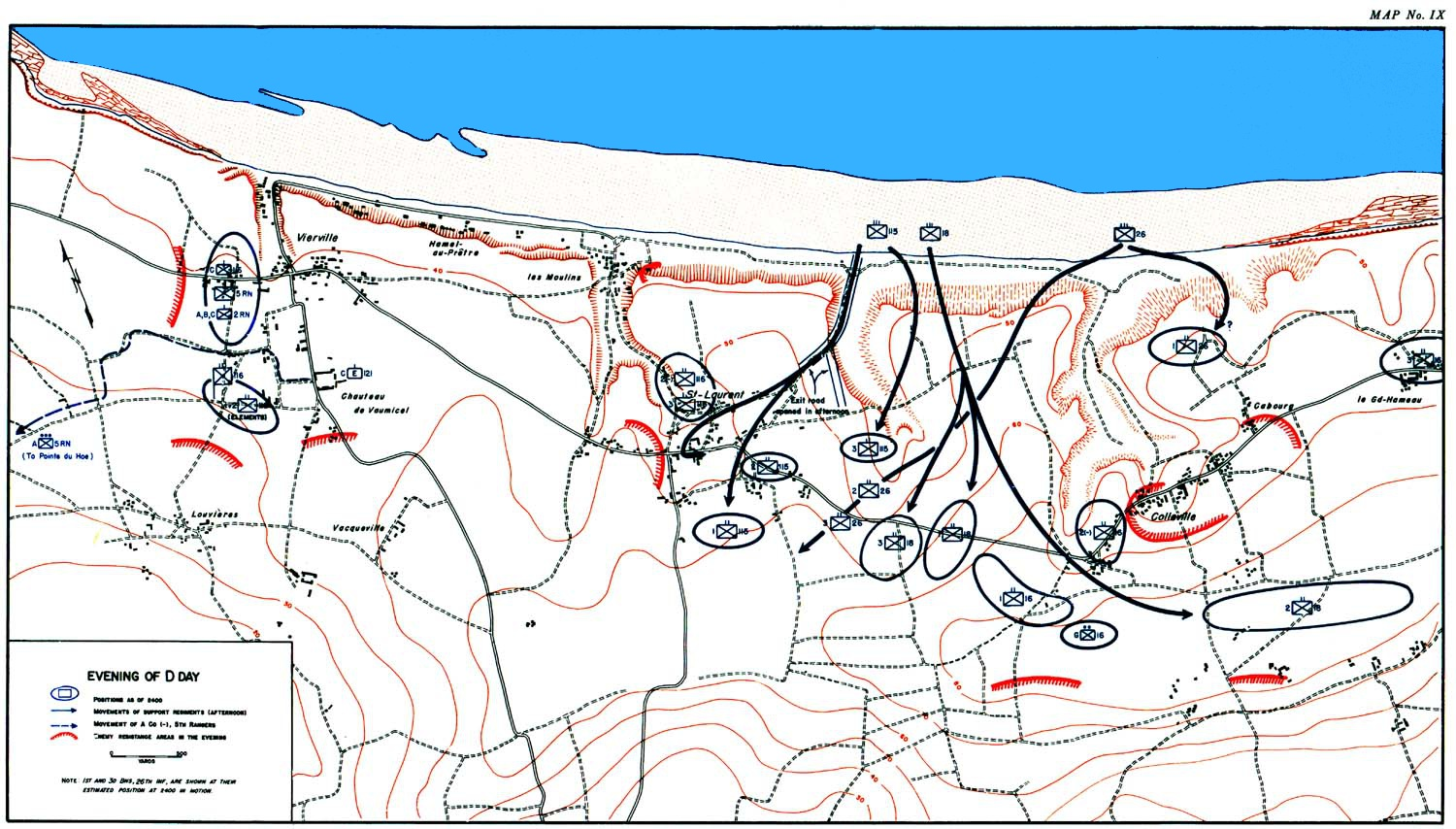
Mappa ufficiale con indicato il limite dell'avanzata americana al termine del D-Day

Alla fine del 6 giugno, gli obiettivi previsti dal piano di battaglia non erano ancora stati raggiunti così, nei giorni che seguirono, le divisioni si adoperarono per portarli a termine. Il 7 giugno, la 1ª Divisione conquistò Colleville, Formigny, Engranville, Surrain, Mosles, l'area attorno a Mandeville-en-Bessin e quella a sud-est di Port-en-Bessin, collegandosi inoltre con il XXX Corpo britannico. La 29ª Divisione riprese la via per Pointe du Hoc, liberando Saintt-Laurent e Longueville. Furono occupate anche Vierville e, l'8 giugno, Englesqueville, La Cambe, Cardonville e Isigny, mentre Grandcamp fu conquistata il giorno seguente.
Per il 9 giugno, giunsero ad Omaha Beach diversi reparti d'artiglieria e altre due divisioni: la 2ª Divisione di fanteria e la 2ª Divisione corazzata statunitensi. Lo stesso 9 giugno, la 2ª Divisione attaccò la foresta Cerisy, mentre la 1ª Divisione le copriva il fianco sinistro e la 29ª quello destro catturando Isigny e dirigendosi verso Carentan. L'11 giugno, la testa di ponte era ormai consolidata, la foresta Cerisy era in mani statunitensi e la linea del fronte teneva saldamente. La fase successiva vide un'avanzata su tutta la linea, soprattutto a est, dove la 1ª Divisione conquistò Caumont. L'obiettivo principale per la 2ª e la 29ª Divisione fu la Collina 192, che sarebbe stato il luogo d'inizio per l'assalto a Saint-Lô.
Dal 13 giugno, si ritengono ufficialmente concluse le operazioni riguardanti Omaha Beach. Da quel giorno infatti il fronte alleato era ufficialmente unito in un'unica testa di ponte. Dopo una settimana di battaglie e scontri le divisioni sbarcate ad Omaha penetrarono nell'entroterra per quindici-venti chilometri, respingendo verso sud la 352ª Divisione tedesca, non dandole il tempo di riorganizzarsi. Durante tutti gli scontri le vittime americane furono 5 846 (1 225 morti), di cui metà il solo 6 giugno. La 29ª Divisione perse 2 440 uomini, la 1ª Divisione 1 744 e la 2ª Divisione 855. I tedeschi fatti prigionieri furono 2 500 e le loro perdite furono tali che la 352ª Divisione non poteva più essere considerata una divisione.

## Memoria

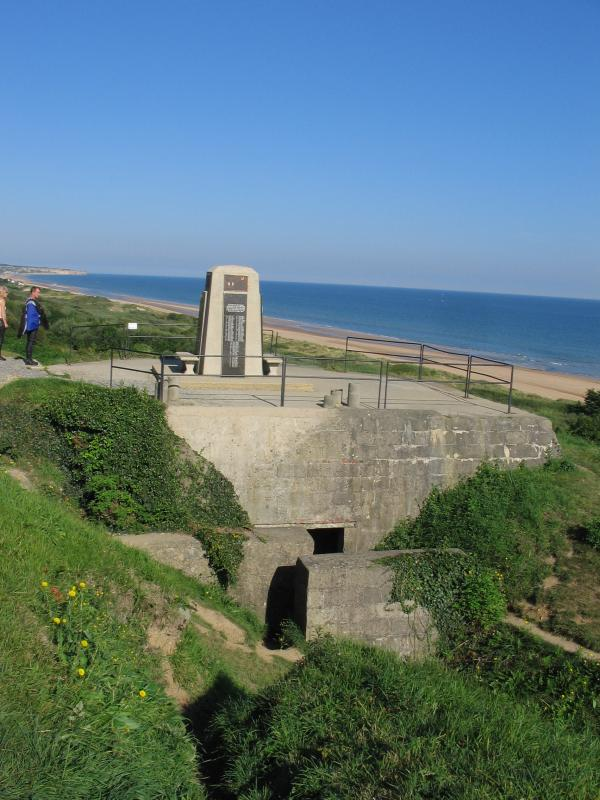
Fortificazione tedesca ad Omaha Beach.

Sulla spiaggia che fu Omaha sono ancora presenti e visitabili alcuni resti delle fortificazioni tedesche. Sono inoltre presenti monumenti a ricordo della battaglia.
Superata la spiaggia, in corrispondenza del settore Easy Red, sorge il cimitero e monumento militare statunitense di Colleville-sur-mer.

## Cultura di massa

### Filmografia
- Il giorno più lungo
- Salvate il soldato Ryan
- Il grande uno rosso

### Videogiochi
- Medal of Honor: Allied Assault
- Call of Duty: World War II